# Klíčování amplitudovým posuvem
Klíčování amplitudovým posuvem (anglicky Amplitude-shift keying, ASK) je forma amplitudové modulace, která reprezentuje digitální data pomocí změn amplitudy nosné vlny.
Každá digitální modulace používá pro reprezentaci digitálních dat konečný počet diskrétních signálů. ASK používá konečný počet amplitud, a každé z nich je přiřazen určitý vzorek binárních čísel. Obvykle každá amplituda kóduje stejný počet bitů. Každý bitový vzorek tvoří symbol, který je reprezentován konkrétní amplitudou. Demodulátor, který je navržen speciálně pro sadu symbolů používanou modulátorem, určuje amplitudu přijímaného signálu a mapuje ji zpět na symbol, který reprezentuje, a tím získává původní data. Frekvence a fáze nosné se nemění.
ASK je stejně jako AM lineární modulace citlivá na atmosférický šum, zkreslení, podmínky šíření na různých trasách v PSTN, atd. Modulace i demodulace ASK je poměrně jednoduchá. ASK se používá i pro přenos digitálních dat optickým vláknem. Vysílače s LED používají krátký impuls pro binární 1 a nepřítomnost světla pro binární 0. Laserové vysílače mají obvykle základní nízký proud, který způsobuje, že vysílač stále vyzařuje světlo o nízké intenzitě. Tato nízká intenzita reprezentuje binární 0, zatímco vyšší amplituda světelné vlny reprezentuje binární 1.
Nejjednodušší a nejčastější formou ASK je dvoustavová (binární) modulace. Logická jednička odpovídá přítomnosti nosného kmitočtu a logická nula jeho nepřítomnosti. Anglicky se tento typ modulace nazývá on-off keying (OOK), a typickým použitím je vysílání Morseovy abecedy (viz provoz CW).
Pro přenos více bitů zároveň byla vyvinuta sofistikovanější schémata kódování, využívající více úrovní amplitudy. Například, čtyři úrovně amplitudy reprezentují dva bity. Systém s osmi úrovněmi může reprezentovat tři bity, a tak dále. Tyto formy ASK vyžadují dostatečný odstup signálu od šumu, protože z podstaty přenášených dat se i vysílací výkon po dobu vysílání pohybuje kolem střední hodnoty.

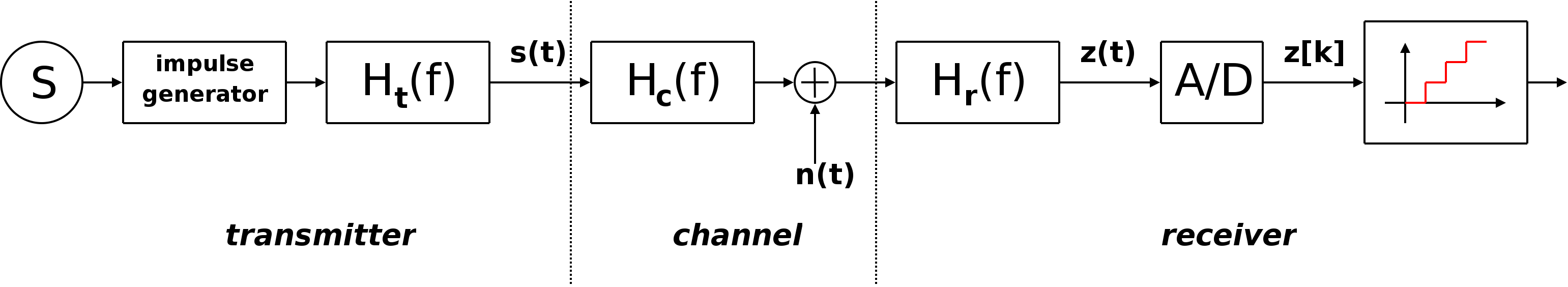
Příklad ASK

Přenosový systém používající ASK lze rozdělit na tři bloky. První z nich reprezentuje vysílač, druhý lineární model účinků kanálu, třetí přijímač. Dále se používá následující značení:
- Ht(f) je nosná vlna
- Hc(f) je impulzní odezva kanálu
- n(t) je šum v kanálu
- Hr(f) je filtr v přijímači
- L je počet úrovní, které se používají při přenosu
- Ts je doba trvání symbolu

Různé symboly jsou reprezentovány různou amplitudou. Pokud maximální povolená hodnota amplitudy je {\displaystyle A}, pak všechny možné amplitudy jsou v intervalu {\displaystyle [-A,A]} a lze je zapsat vztahem:
{\displaystyle v_{i}={\frac {2A}{L-1}}i-A;\quad i=0,1,\dots ,L-1}
rozdíl mezi dvěma napěťovými úrovněmi je:
{\displaystyle \Delta ={\frac {2A}{L-1}}}
Budeme uvažovat, že podle obrázku jsou symboly {\displaystyle v[n]} generovány náhodným zdrojem S. Impulsní generátor vytváří impulsy s plochou {\displaystyle v[n]}. Tyto impulsy jsou odeslány do filtru {\displaystyle H_{t}} a budou odeslány do kanálu. Jinými slovy, pro každý symbol se vysílá nosná s jinou relativní amplitudou.
Signál {\displaystyle s(t)} z vysílače lze vyjádřit ve tvaru:
{\displaystyle s(t)=\sum _{n=-\infty }^{\infty }v[n]\cdot h_{t}(t-nT_{s})}
Signál přijatý přijímačem po průchodu kanálem {\displaystyle H_{r}(t)} je:
{\displaystyle z(t)=n_{r}(t)+\sum _{n=-\infty }^{\infty }v[n]\cdot g(t-nT_{s})}
přičemž používáme značení:
{\displaystyle n_{r}(t)=n(t)*H_{r}(f)}
{\displaystyle g(t)=h_{t}(t)*H_{c}(f)*h_{r}(t)}
kde * označuje konvoluci dvou signálů. Signál {\displaystyle z[k]} po A/D převodu lze vyjádřit ve tvaru:
{\displaystyle z[k]=n_{r}[k]+v[k]g[0]+\sum _{n\neq k}v[n]g[k-n]}
V tomto vztahu druhý člen reprezentuje symbol, který se má vyhodnotit. Ostatní členy vyjadřující nežádoucí signál: první člen je působení šumu, poslední reprezentuje mezisymbolovou interferenci.
V případě, že filtry jsou voleny tak, aby g(t) vyhovovalo Nyquistovu ISI kritériu, pak k mezisymbolové interferenci nedochází a hodnota sumy bude nulové, takže dostáváme:
{\displaystyle z[k]=n_{r}[k]+v[k]g[0]}
Tj. přenos bude ovlivněn pouze šumem.

## Pravděpodobnost chyby
Hustotu pravděpodobnosti, že se objeví chyba dané velikosti, lze modelovat Gaussovou funkcí, střední hodnota se bude vztahovat k odeslané hodnotě, a rozptyl bude dán vztahem:
{\displaystyle \sigma _{N}^{2}=\int _{-\infty }^{+\infty }\Phi _{N}(f)\cdot |H_{r}(f)|^{2}df}
kde {\displaystyle \Phi _{N}(f)} je spektrální hustota šumu v pásmu a {\displaystyle H_{r}(f)} je spojitá Fourierova transformace impulsní odezvy filtru {\displaystyle h(f)}.
Pravděpodobnost, že dojde k chybě je dána vztahem:
{\displaystyle P_{e}=P_{e|H_{0}}\cdot P_{H_{0}}+P_{e|H_{1}}\cdot P_{H_{1}}+\cdots +P_{e|H_{L-1}}\cdot P_{H_{L-1}}}
kde {\displaystyle P_{e|H_{0}}} je podmíněná pravděpodobnost vzniku chyby při příjmu symbolu v_0, {\displaystyle P_{H_{0}}} je pravděpodobnost, že byl odeslán symbol v_0.
V případě, že pravděpodobnost vyslání všech symbolů je stejná, pak:
{\displaystyle P_{H_{i}}={\frac {1}{L}}}
Pokud znázorníme všechny hustoty pravděpodobnosti na jednom obrázku s možnou hodnotu napětí, která má být přenesena, dostaneme (pro L = 4) následující obrázek:
Pravděpodobnost chyby při příjmu jediného symbolu je oblast pod Gaussovou křivkou pro jednu úroveň napětí v intervalu, kde je hustota pravděpodobnosti nižší než u křivek pro ostatní symboly. znázorněné světle modrou barvou pro jednoho z nich. Označíme-li {\displaystyle P^{+}} tuto plochu na jedné straně Gaussovy křivky, bude součet všech ploch {\displaystyle 2LP^{+}-2P^{+}}. Celkovou pravděpodobnost chybypak lze vyjádřit ve vztahem:
{\displaystyle P_{e}=2\left(1-{\frac {1}{L}}\right)P^{+}}
Nyní musíme vypočítat hodnotu {\displaystyle P^{+}}. Aby k tomu, že se můžeme pohybovat původ odkazu všude tam, kde chceme: plocha pod funkcí se nezmění. Jsme v situaci znázorněné na následujícím obrázku:
nezáleží na tom, kterou Gaussovu křivku uvažujeme, plocha, kterou počítáme, je pod všemi křivkami stejná. Hodnota, kterou hledáme, je dána integrálem:
{\displaystyle P^{+}=\int _{\frac {Ag(0)}{L-1}}^{\infty }{\frac {1}{{\sqrt {2\pi }}\sigma _{N}}}e^{-{\frac {x^{2}}{2\sigma _{N}^{2}}}}dx={\frac {1}{2}}\operatorname {erfc} \left({\frac {Ag(0)}{{\sqrt {2}}(L-1)\sigma _{N}}}\right)}
kde erfc () je doplňková chybová funkce. Spojením všech vztahů získáme výsledný vzorec pro pravděpodobnost chyby:
{\displaystyle P_{e}=\left(1-{\frac {1}{L}}\right)\operatorname {erfc} \left({\frac {Ag(0)}{{\sqrt {2}}(L-1)\sigma _{N}}}\right)}
Z tohoto vzorce je vidět, že pravděpodobnost chyby se snižuje se zvětšováním maximální amplitudy vysílaného signálu nebo zesílení systému, a naopak pravděpodobnost chyby se zvyšuje při použití vyššího počtu úrovní nebo při větším šumu.
Výše uvedený vztah platí, pokud nedochází k mezisymbolovým interferencím, tj. když g(t) je Nyquistova funkce.